# 중화민국의 인도차이나 북부 점령
중화민국의 인도차이나 북부 점령은 1945년 8월 21일부터 1946년 6월 15일까지 중화민국이 포츠담 회담에서 논의한 내용에 따라 북위 16도 이북의 프랑스령 인도차이나 지역에 진주한 사건이다. 이 사건은 북위 16도선 이남에서 영국-프랑스 연합군이 벌인 마스터돔 작전과 거의 동시에 발생했다. 당시 프랑스령 인도차이나는 호찌민이 개시한 8월 혁명의 영향으로 베트남 제국이 붕괴하고 베트민이 베트남 민주공화국을 건립했다.